# Norco (Kalifornia)

Położenie Norco w hrabstwie Riverside

Norco – miasto w Stanach Zjednoczonych położone w północno-zachodnim krańcu hrabstwa Riverside w Kalifornii. Liczba mieszkańców 24 157 (2000). Nazwa miasta jest skrótem od "North Corona".

## Położenie
Norco jest miastem w obszarze w metropolitalnym Los Angeles, w odległości ok. 80 km na wschód od niego i ok. 18 km na zachód od stolicy hrabstwa, miasta Riverside. Znajduje się na północ od miasta Corona, na północny wschód od May i południowy wschód od Mira Loma.

## Historia
Tereny te były własnością rodziny Sepulveda. w latach 20. odkryto tu gorące źródła, co było bezpośrednim powodem założenia tu ośrodka rekreacyjnego. Prawa miejskie od 1964 roku.
W Norco znajdują się liczne stadniny i hodowle koni, miasto promuje siebie jako "Horsetown U.S.A".